# Esturnídeos
Os esturnídeos (Sturnidae) constituem uma família de aves passeriformes pertencentes à subordem Passeri, que engloba os estorninhos, estorninhos-metálicos e mynas.
Muitas espécies asiáticas, particularmente as maiores, são chamadas de mynas, e muitas espécies africanas são conhecidas como estorninhos brilhantes por causa de sua plumagem iridescente . Os estorninhos são nativos da Europa, Ásia e África, bem como do norte da Austrália e das ilhas do Pacífico tropical. Várias espécies européias e asiáticas foram introduzidas nessas áreas, bem como na América do Norte, Havaí e Nova Zelândia, onde geralmente competem por habitats com aves nativas e são consideradas espécies invasoras. A espécie de estorninho familiar para a maioria das pessoas na Europa e na América do Norte é o estorninho comum, e em grande parte da Ásia e do Pacífico, o myna comum é de fato comum.
Os estorninhos têm pés fortes, seu voo é forte e direto e são muito sociáveis. Seu habitat preferido é um campo bastante aberto e eles comem insetos e frutas. Várias espécies vivem em torno de habitações humanas e são efetivamente onívoras. Muitas espécies procuram presas como larvas por "sondagem de bico aberto", ou seja, abrindo o bico com força após inseri-lo em uma fenda, expandindo assim o buraco e expondo a presa; esse comportamento é referido pelo verbo alemão zirkeln.
A plumagem de muitas espécies é tipicamente escura com um brilho metálico. A maioria das espécies nidifica em buracos e põe ovos azuis ou brancos.
Os estorninhos têm vocalizações diversas e complexas e são conhecidos por incorporar sons de seus arredores em suas próprias chamadas, incluindo alarmes de carros e padrões de fala humana. As aves podem reconhecer determinados indivíduos por seus cantos e são objeto de pesquisas sobre a evolução da linguagem humana.

## Algumas espécies
- Estorninho-comum, Sturnus vulgaris
- Estorninho-de-barriga-preta, Lamprotornis corruscus
- Estorninho-preto, Sturnos unicolor
- Estorninho-rosado, Sturnus roseus
- Estorninho preto de colar, Sturnus nigricollis